# 角田启辅
角田启辅（日语：／ Tsunoda Keisuke，1933年1月19日—2024年9月1日），日本男子乒乓球运动员。他曾获得1956年和1957年世界乒乓球锦标赛男子团体金牌。除此之外，他也参加了1958年亚洲运动会，获得2枚银牌和1枚铜牌。
2024 年 9 月 1 日去世。